# Christiansborg

Schloss Christiansborg, Ansicht vom Ehrenhof

Das Schloss Christiansborg (dänisch Christiansborg Slot [kʰʁestjænsˈpɒˀ ˈslʌt]) ist ein Schloss-, Parlaments-, Regierungs- und Gerichtsgebäude auf der Insel Slotsholmen in der dänischen Hauptstadt Kopenhagen. Die neubarocke Dreiflügelanlage wurde 1907 bis 1928 im Auftrag von Friedrich VIII. nach Entwurf von Thorvald Jørgensen erbaut. Hervorzuheben sind das Treppenhaus, der Thronsaal und der Große Saal der königlichen Prunkräume. Als Sitz der Legislative (Folketinget), Exekutive (Statsministeriet) und Judikative (Højesteret) ist es das weltweit einzige Gebäude, das alle drei Staatsgewalten in sich vereint. Entsprechend gilt der Begriff Christiansborg, auch Rigsborgen („Reichsburg“) und kurz Borgen („Burg“), als Metonymie für die dänische Politik. Zum Ensemble von Schloss Christiansborg gehören auch die Stallungen, die Reithalle, die Schlosskirche und das Thorvaldsen-Museum.

## Geschichte

### Die Burg von Absalon

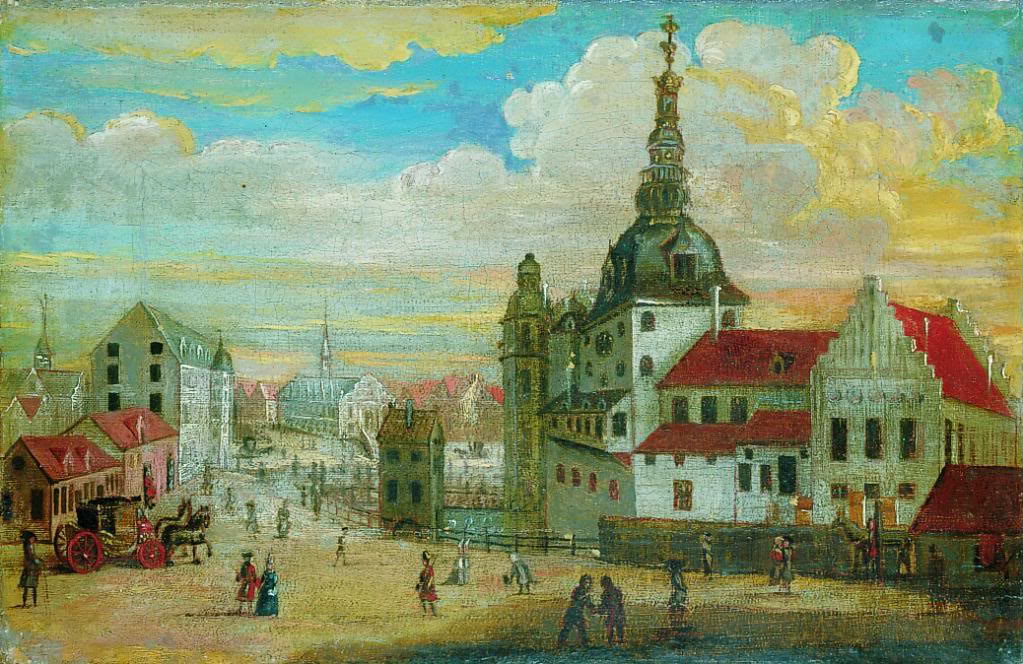
Das Kopenhagener Schloss im Jahre 1698

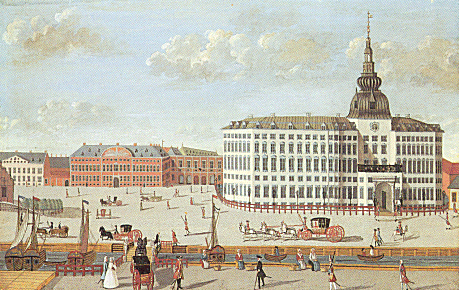
Das Kopenhagener Schloss kurz vor dem Abbruch in 1731.

Etwa 1160 erhielt Absalon, der Bischof von Roskilde, als königliches Lehen die Fischersiedlung Havn am Øresund, die er zum Handelshafen ausbaute und die den Namen Køpmannæhafn („Kaufmännerhafen“) erhielt. Um 1167 ließ er auf der heutigen Insel Slotsholmen eine Burg errichten, die die Bischöfe in der Folge häufig nutzten. Sie gelangte unter Waldemar dem Großen in den Besitz der dänischen Krone. Die Befestigungsanlage war mehrfach Angriffen unter anderem der rügener Wenden ausgesetzt. Die mehrfach erweiterte Anlage wurde im 14. Jahrhundert nach der Niederlage König Waldemars IV. Atterdag im Zweiten Krieg gegen die Hanse nach der Eroberung Kopenhagens 1368 von seinen Gegnern geschleift. Die Burgruine ging 1374 an den Stadtherrn, den Bischof von Roskilde, und kam erst 1417 zurück an die Krone. Königin Philippa ließ sie zur Seeschlacht von Kopenhagen (1428) mit Kanonen bewehren. Auf den Grundmauern entstand später das Kopenhagener Schloss (Københavns slot), eine polygonale Burganlage mit Wassergraben, die zur königlichen Residenz ausgebaut wurde. Der Blaue Turm wurde als Gefängnis genutzt.
Im Kopenhagener Schloss wurde die Münzstätte Kopenhagen errichtet. Hier erfolgte die Prägung der Corona Danica, eines neuen Münztyps Christians IV. von Dänemark und Norwegen.

### Das erste Schloss

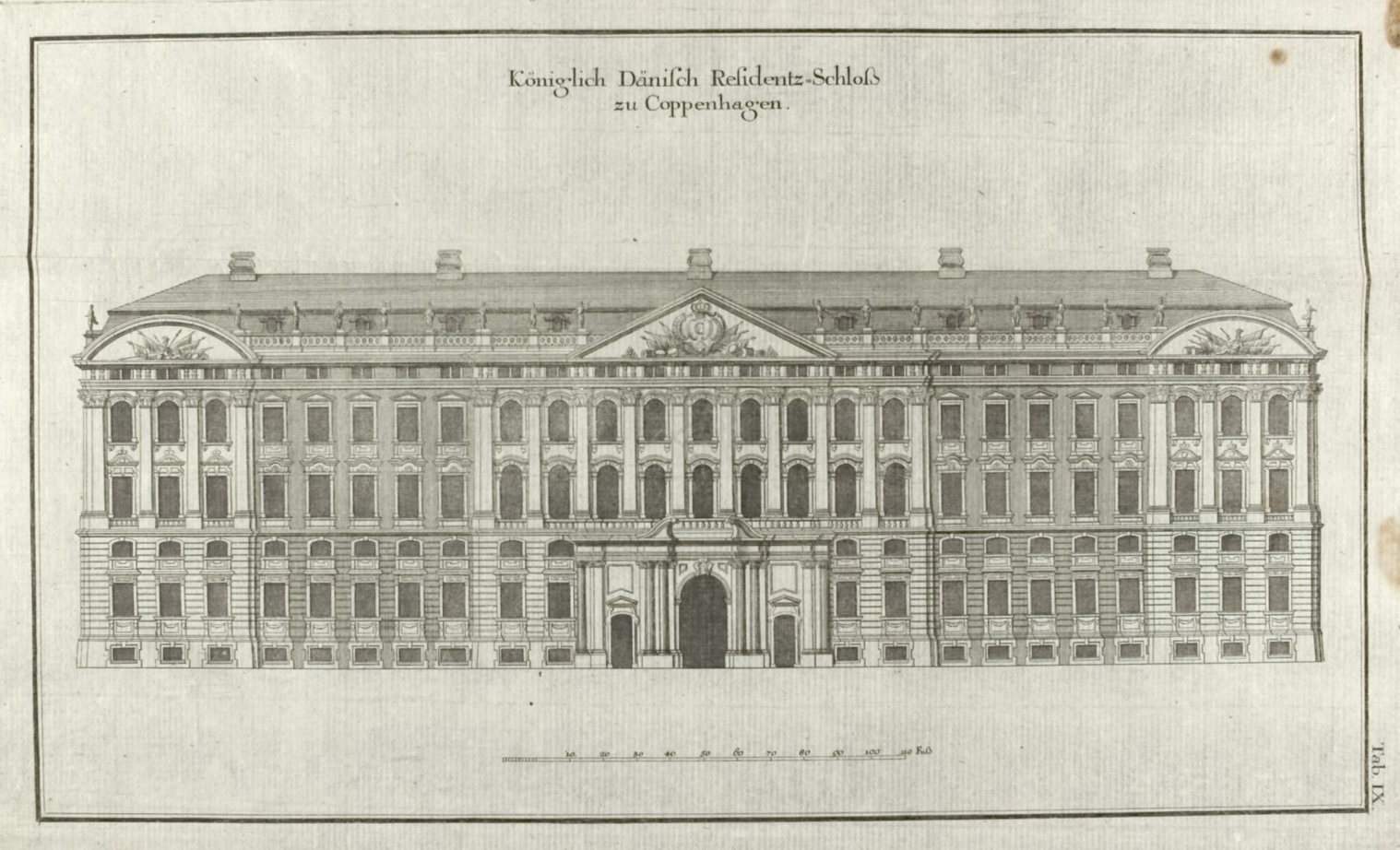
Schloss Christiansborg I, Stich von Johann Friedrich Penther

1731 ließ König Christian VI. das Kopenhagener Schloss abreißen und das erste Schloss Christiansborg als absolutistischen Repräsentationsbau durch den deutschen Architekten Elias David Häusser errichten. Es entstand ein vierflügeliger Rokoko-Palast mit Reitbahn, Hoftheater (die heute noch existieren) und Schlosskirche. Die enormen Baukosten betrugen annähernd zwei Drittel der Jahreseinnahmen des Königreiches. Während eines halben Jahrhunderts entfaltete sich ein prächtiges Hofleben im Schloss.
Am 26. Februar 1794 nachmittags brach vermutlich durch einen Kachelofen ein Brand im Hauptflügel aus, bei dem das Schloss mitsamt der Schlosskirche und der königlichen Musikbibliothek bis in die frühen Morgenstunden des Folgetages ausbrannte. Die Stallungen, von wo aus die Brandbekämpfung mit einer Feuerspritze erfolgte, überstanden die Katastrophe.

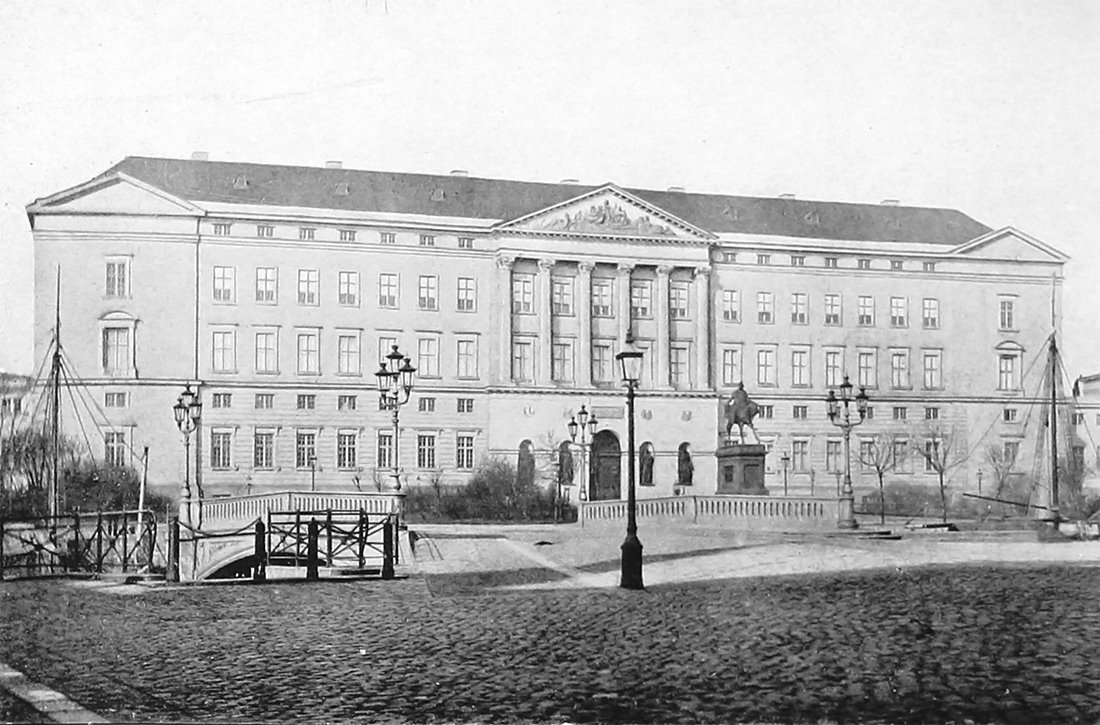
Zweites Schloss um 1880

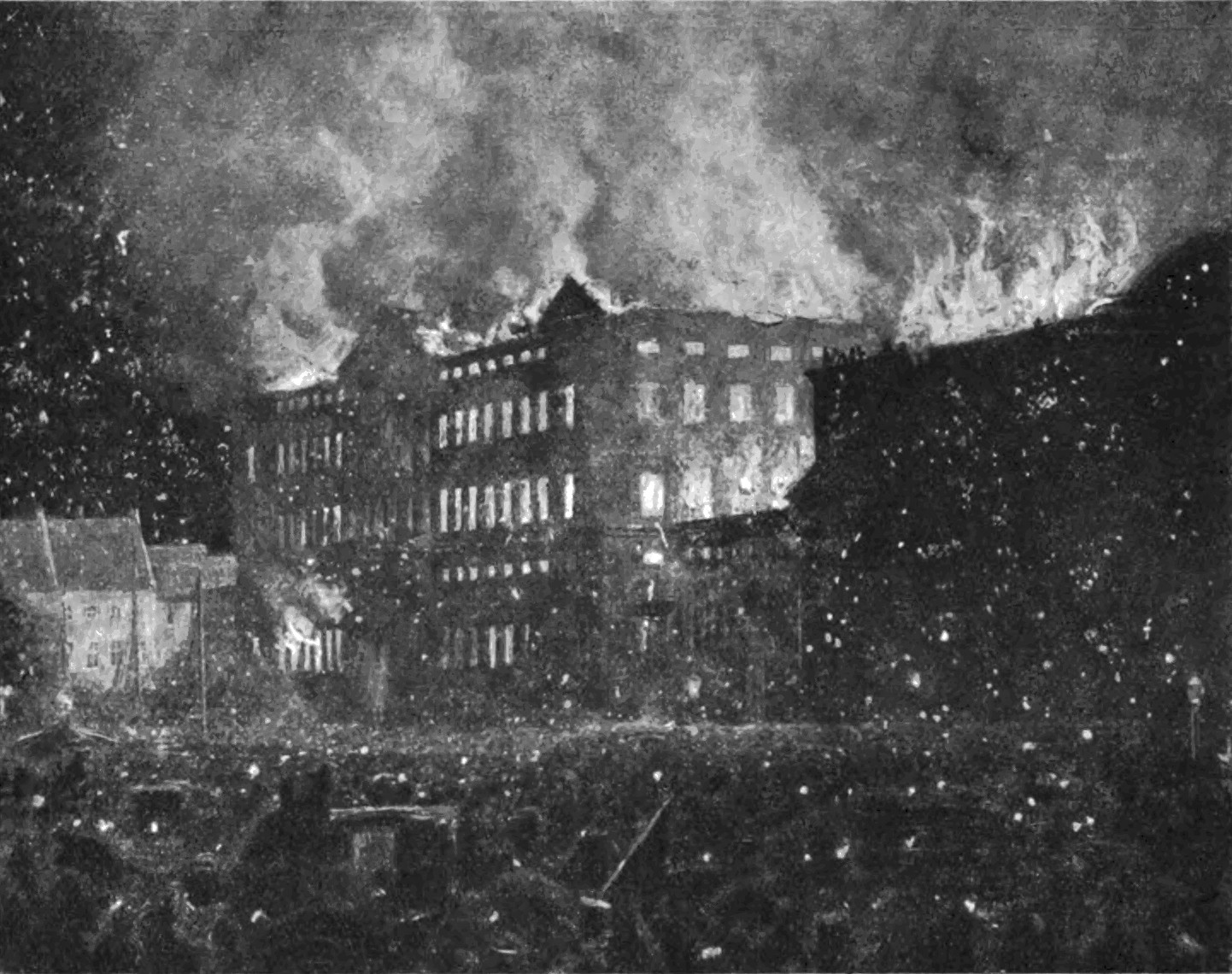
Brand des zweiten Schlosses 1884

### Das zweite Schloss
Das zweite Schloss Christiansborg wurde in den Jahren 1806–1828 im Stil des Klassizismus von dem Architekten Christian Frederik Hansen (1756–1845) – einem Freund Schinkels – errichtet. Dieses Schloss bildete die Kulisse für den Übergang des Landes vom Absolutismus zum Parlamentarismus. Im März 1848 versammelte sich eine Volksmenge vor Christianborg und forderte eine demokratische Verfassung. Der König gab einige seiner Gemächer an den Reichstag ab, der seine Arbeit im Januar 1850 im selben Flügel aufnahm, in dem heute der Saal des Folketings liegt. Das zweite Christiansborg brannte am 3. Oktober 1884, wiederum wahrscheinlich wegen eines Ofenbrandes. Der dänische Schriftsteller und Journalist Herman Bang schrieb über diesen Brand eine damals europaweit beachtete Reportage. Zwar war das Gebäude im Unterschied zum Vorgängerbau mit Brandschutzwänden, Hydranten und anderen Vorrichtungen versehen, doch das Gewirr der Abluftrohre und -schächte, durch das sich die Flammen ausbreiteten, war den Löschkräften kaum vertraut. Nur die 1826 vollendete klassizistische Schlosskirche überstand das Feuer.
Die unorganisierten Löscharbeiten waren für den Dänen Sophus Falck der Ansporn, den Falck Rettungsdienst zu gründen.

### Das dritte Schloss

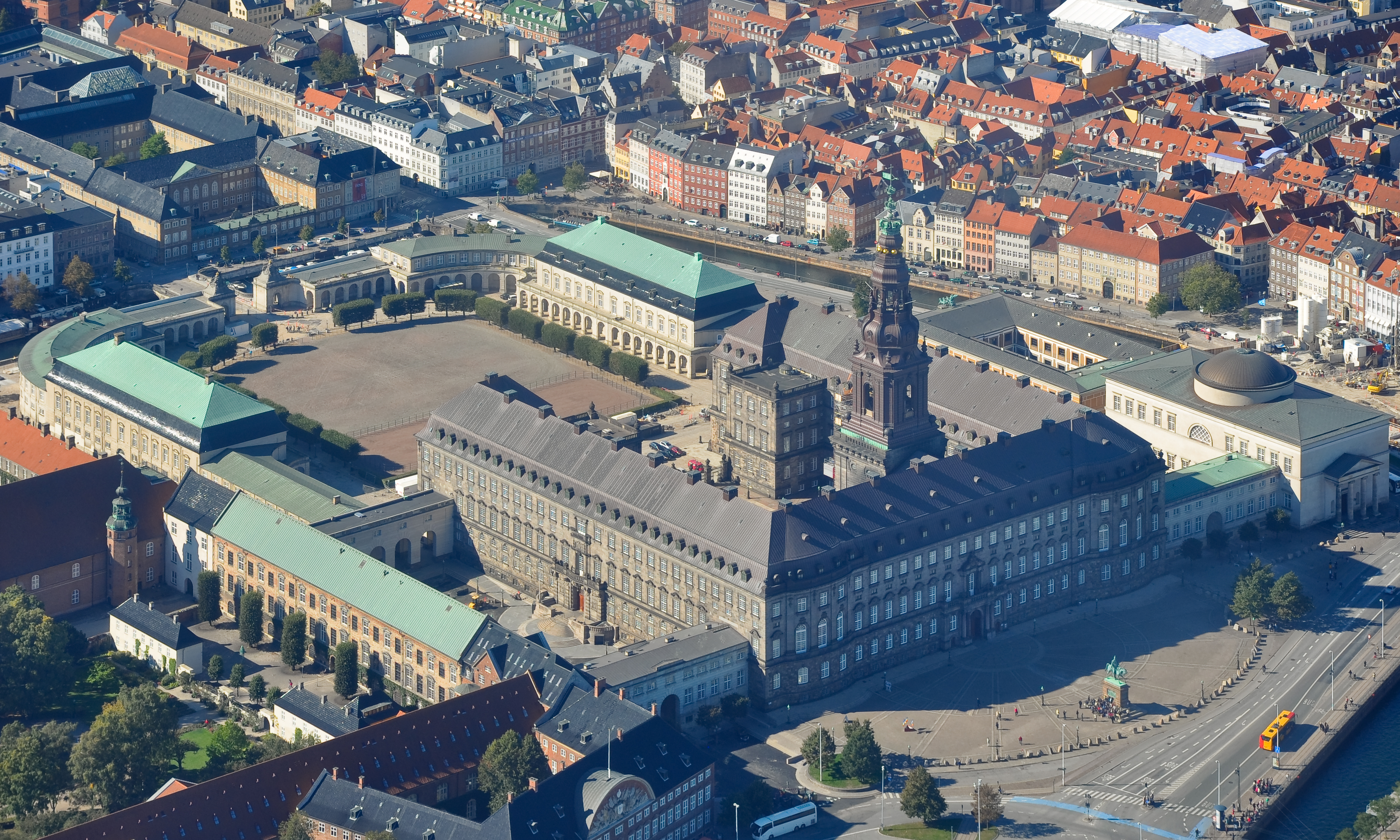
Luftaufnahme von Schloss Christiansborg, 2013

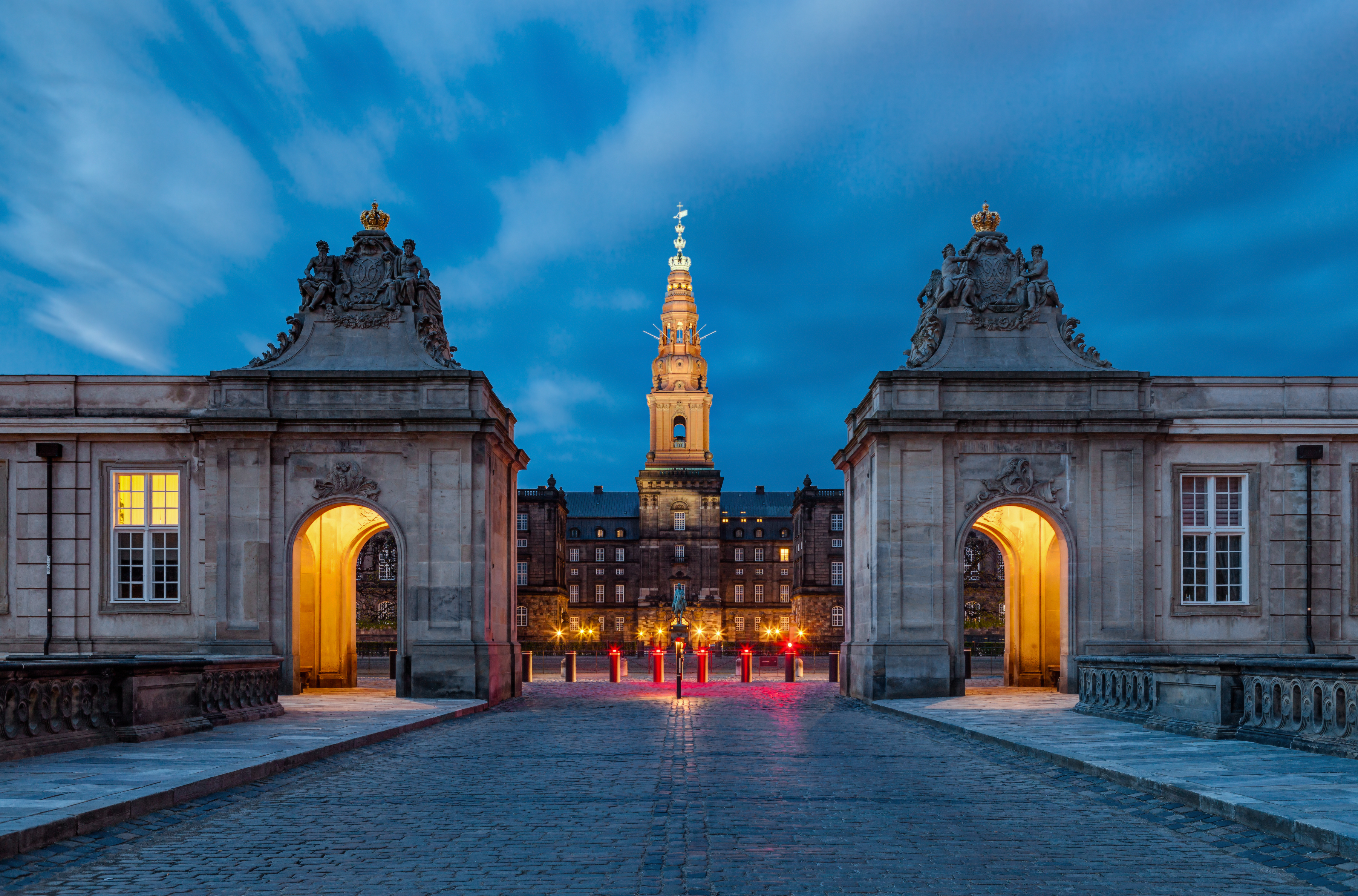
Schloss Christiansborg zur Blauen Stunde, 2018

Der Wiederaufbau des Schlosses wurde lange und kontrovers debattiert. Sinn und Zweck eines Schlosses wurden unter den veränderten politischen Gegebenheiten von vielen in Zweifel gezogen. Aus einem Architekturwettbewerb ging schließlich Thorvald Jørgensen (1867–1946) als Sieger hervor, der von 1911 bis 1938 königlicher Bauinspektor war. Sein ursprünglicher Entwurf wurde vielen Veränderungen unterworfen. Das heute sichtbare Resultat hat nie eine nennenswerte Popularität erringen können. Neobarocke Formensprache und unglückliche Materialwahl werden bis heute kritisiert. Der heutige dritte Bau an dieser Stelle wurde in der Zeit von 1907 bis 1928 im Stil des Neobarock errichtet. Das Dach erhielt, nachdem es zunächst mit Ziegeln gedeckt worden war, erst 1937/1938 eine Kupfereindeckung.
1918 nahm das dänische Parlament (Folketing) im südlichen Flügel seinen Sitz im Schloss, 1919 folgte der Oberste Gerichtshof im nördlichen Flügel, und 1928 wurden die königlichen Prunkräume ihrer Bestimmung übergeben. Das Schloss beherbergt damit die Spitzen der drei Staatsgewalten des Königreichs Dänemark und ist weltweit der einzige Repräsentationsbau, der die höchsten Vertreter von Exekutive, Legislative und Judikative unter einem Dach vereint: Neben den Räumen des Parlaments Folketing im südlichen Flügel befinden sich im nördlichen Flügel das Oberste Gericht, der Dienstsitz des Ministerpräsidenten sowie Empfangsräume des Dänischen Königshauses im Schloss.
1992 verwüstete ein neuerlicher schwerer Brand die Schlosskirche. Sie konnte erst 1997 nach umfangreichen Restaurierungsarbeiten wieder eröffnet werden.

## Beschreibung

Übersicht über Schloss und Nebengebäude
1: Schloss; 2: Königsportal; 3: Schlossplatz; 4: Ehrenhof; 5: Eingang zum Folketing; 6: Reichstagshof; 7: Hoftheater/Theatermuseum; 8: Stallungen und Kutschenmuseum; 9: Marmorbrücke; 10: Reitbahn; 11: Reithalle; 12: Thorvaldsen-Museum; 13: Eingang zum Obersten Gericht; 14: Königinportal, Eingang zu den Königlichen Repräsentationsräumen; 15: Schlosskirche; 16: Prinz-Jørgen-Hof

Das dreiflügelige Hauptgebäude wird von drei Portalen erschlossen. Das Königinportal am Nordflügel führt zu den königlichen Repräsentationsräumen, während das Portal am Südflügel den Eingang zum Folketing bildet. Das Königsportal am Schlossplatz wirkt zwar wie ein Haupteingang, tatsächlich gelangt man hier nur zu der unterirdischen Ausstellung der mittelalterlichen Grundmauern. Der Schlossturm misst 106 Meter und überragt den Turm des Kopenhagener Rathauses um einen halben Meter. Er wurde in Skelettbauweise errichtet und ist einer der ältesten Stahlbetonbauten des Landes.
Die Sandsteinfassaden des Prinz-Jørgen-Hofs stammen vom klassizistischen Vorgängerbau des Schlosses. Für Souterrain und Erdgeschoss wurden ansonsten Feldsteine verwendet, die aus über 700 dänischen Kirchspielen zusammengetragen wurden. Die nur grob behauenen Steine verleihen dem Gebäude einen geradezu burgartigen Charakter, bieten aber bei genauerer Betrachtung ein faszinierendes Farbenspiel. Die anderen Fassadenteile sind mit Granit verkleidet. Granit ist weitgehend unempfindlich gegen Wettereinflüsse, eignet sich aber kaum für feinere Dekore. Die meisten Ornamente fertigte der Bildhauer Anders Bundgaard. Über den Fenstern des Erdgeschosses befinden sich Granitmasken bedeutender Männer der dänischen Geschichte wie Absalon, Tycho Brahe, N.F.S. Grundtvig, Blicher, Tietgen und Enrico Dalgas. Die Väter des dänischen Grundgesetzes sind um den Eingang zum Parlament versammelt. Über diesem Eingang tragen vier Atlanten scheinbar die Last des darüber befindlichen Balkons. Ihre schmerzverzerrten Gesichter sorgten bei der Enthüllung für Spott und Verärgerung. Es wurden Spenden gesammelt, um sie abschlagen zu lassen. Aber sie leiden bis heute, und der Volksmund ersetzte den ursprünglichen Titel der Figurengruppe („Die tägliche Mühe“) durch Bezeichnungen wie „Schreckenspforte“ oder „Kopf-, Ohren-, Zahn- und Magenschmerzen“.

### Das Folketing

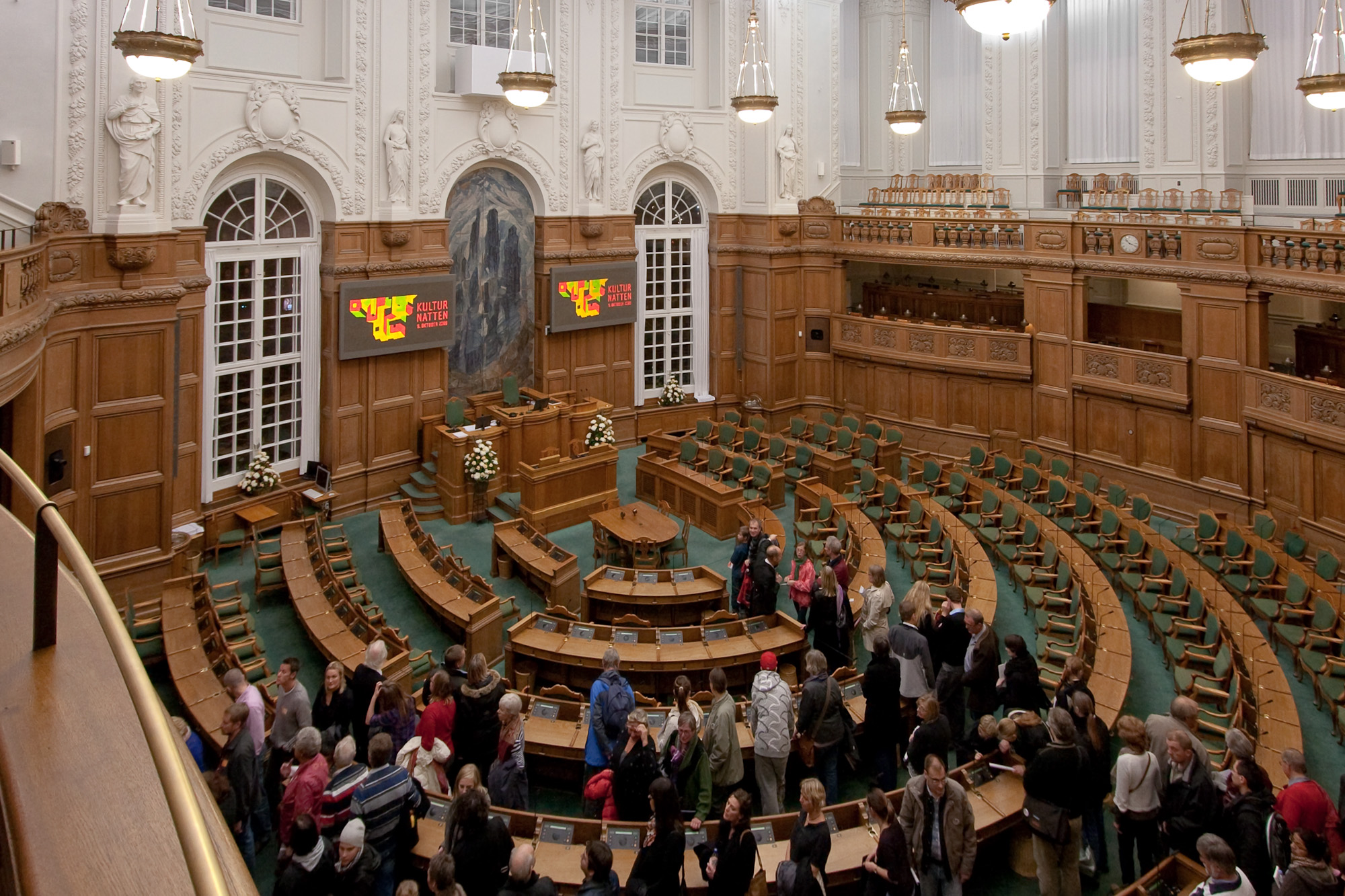
Der Saal des Folketings

Die Räumen des Parlaments Folketing befinden sich hauptsächlich im Südflügel des Palastes. Der Saal des Folketings befindet sich in der Ecke zwischen dem Hauptflügel und dem Südflügel. Durch den ganzen Südflügel verläuft eine durchgehende Wanderhalle, die der Saal des Folketings im Osten und der Saal des Landstings, des ehemaligen Oberhauses, im Westen verbindet. Entlang der Wanderhalle befinden sich verschiedene Räume wie das Sitzungszimmer des Vorsitzenden und das Sekretariat des Folketings.

### Königliche Prunkräume

Thronsaal

Die königlichen Prunkräume befinden sich im Erdgeschoss und ersten Obergeschoss des Nordflügels des Palastes. Sie dienen offiziellen Anlässen wie Empfängen, Staatsbanketten, Audienzen und den Sitzungen mit dem Staatsrat. Vom Königinportal, das als Haupteingang zu den Repräsentationsräumen dient, und dem Vorraum der Palastwache führt die Königstreppe zum Audienzzimmer und Staatsratssaal. Dies sind die einzigen königlichen Empfangsräume, die für die Öffentlichkeit nicht zugänglich sind. Im ersten Geschoss sind Thronsaal, Rittersaal, Speisesaal, Bibliothek und Alexandersaal untergebracht. Die Ausstattungsstücke der Innenräume stammen teils aus den Vorgängerbauten, sofern sie die Brände überstanden. Führende dänische Künstler gestalteten die Dekorationen, Kunstwerke, Gemälde und Wandteppiche, darunter Nicolai Abildgaard, Christoffer Wilhelm Eckersberg, Bjørn Nørgaard, Joakim Frederik Skovgaard, Bertel Thorvaldsen und Laurits Tuxen.
Der ovalförmige Thronsaal in der Mitte des Hauptflügels gewährt den Zugang zum Balkon, von dem aus die dänischen Monarchen proklamiert werden. Der Thronsaal dient für Botschafterempfänge und die traditionellen Silvesterfeiern. Die beiden Throne fertigte Christian Frederik Hansen für den Vorgängerbau an. Der Große Saal ist der ehemalige Rittersaal. Er ist 40 Meter lang und 10 Meter hoch und damit der größte Saal, der 400 Gäste aufnehmen kann. Hier finden Staatsempfänge und Galadinner statt. Im Großen Saal mit umlaufender Balustrade sind 17 bunt gewebte Gobelin-Wandteppiche von Nørgaard aus dem Jahr 1999 zu sehen, die auf etwa 200 m² die Geschichte Dänemarks von der Wikingerzeit bis in die Gegenwart darstellen. Die Stuckaturen und die große Deckenmalerei schuf Kræsten Iversen. Der schwarz-weiße Marmorfußboden wurde aus der königlichen Bibliothek wiederverwendet. Der Alexandersaal erhielt seinen Namen von einem großen Marmorfries, das den Triumphzug Alexanders des Großen in Babylon von Bertel Thorvaldsen aus dem Jahr 1829 zeigt. Anhand der erhaltenen Teile wurde der gesamte Fries rekonstruiert und hier angebracht. Der Saal wird für kleinere Empfänge und offizielle Abendessen genutzt.

### Hoftheater
Im ersten Schloss hatte Christian VI. aufgrund seiner pietistischen Prägung kein Theater vorgesehen, sodass Christian VII. im Speisesaal Aufführungen stattfinden ließ. Das Hoftheater befindet sich seit 1767 im ersten Geschoss, oberhalb der Stallungen. Nicolas-Henri Jardin gestaltete den Raum, der 1842 im Stil des Biedermeier umgebaut wurde. Die Gründung des Museums im Jahr 1912 geht auf private Gruppe von Theaterliebhabern zurück. Unter Robert Neiiendam (1880–1966), der das Theatermuseums am Hoftheater leitete, wurde das Museum 1922 in das alte Hoftheater überführt. Das Museum dokumentiert die Geschichte des professionellen Theaters durch die Sammlung von Bildern, Briefen, Kostümen, Requisiten und Modellen von Theatergebäuden. Der Zuschauerraum wird für verschiedene kulturelle Veranstaltungen genutzt. Eine dänische Talkshow wird live aus dem Hoftheater übertragen.

### Schlosskirche

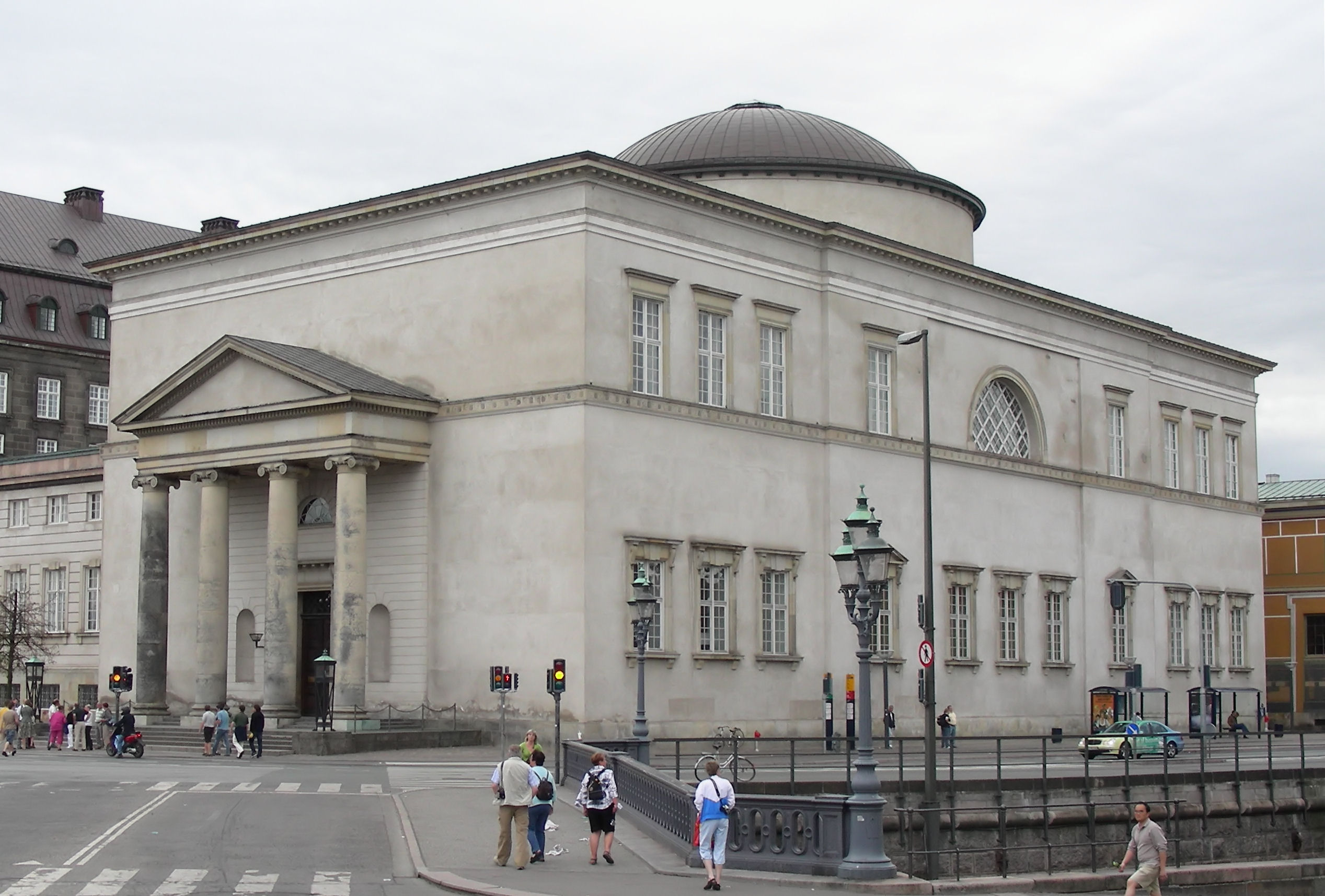
Schlosskirche

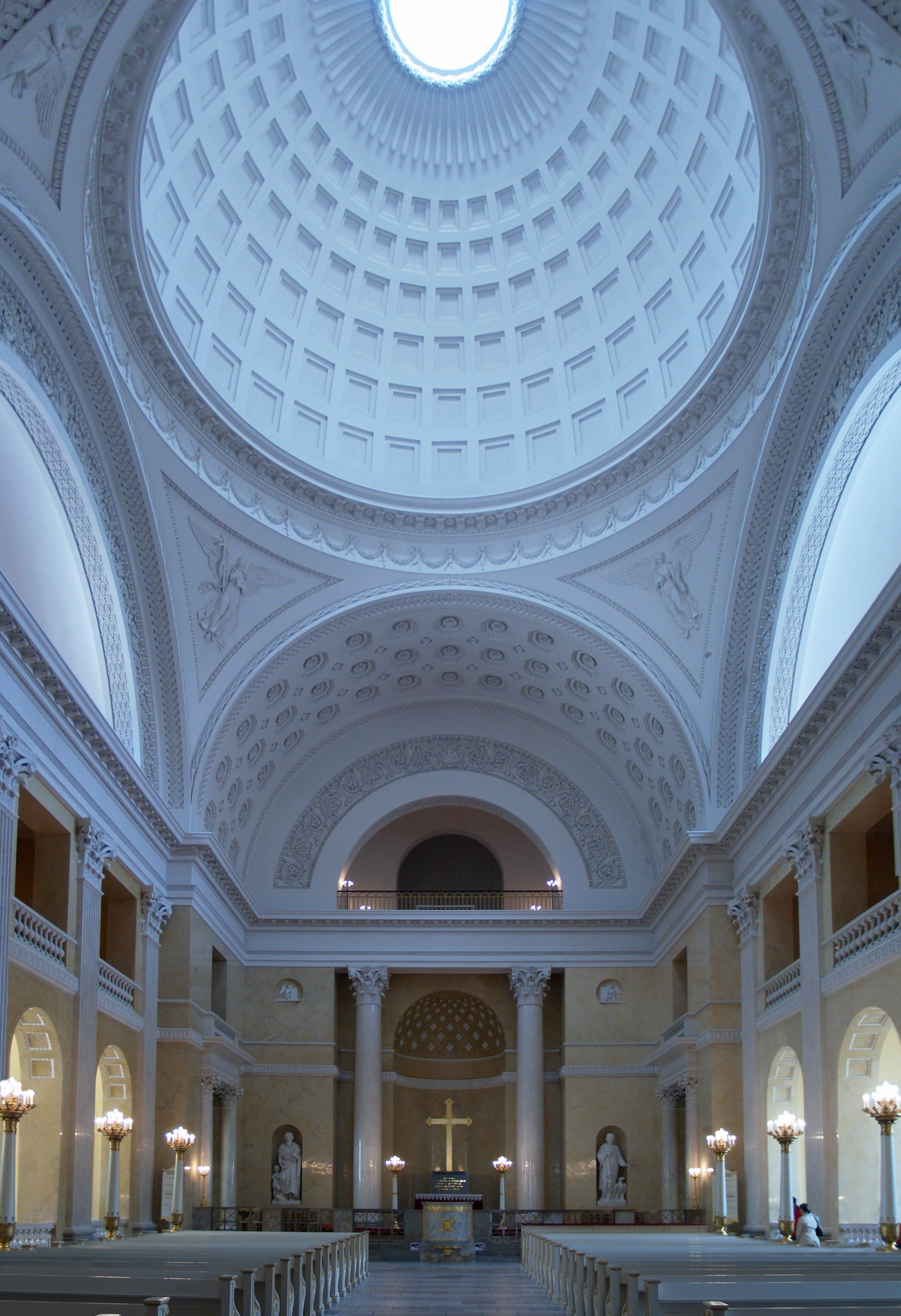
Blick in die Schlosskirche

Die klassizistische, turmlose Schlosskirche wurde im nördlichen Schlossbezirk als separater Baukörper errichtet und durch einen niedrigen Verbindungsbau mit dem Schloss verbunden. Sie dient der königlichen Familie für gottesdienstliche Zwecke, insbesondere für Taufen, Konfirmationen und Aufbahrungen, aber auch für den Gottesdienst im Rahmen der Eröffnung des Parlaments. Das Gebäude geht im Kern auf die Vorgängerkirche zurück, die von 1738 bis 1742 im Rokokostil errichtet worden war. Christian Frederik Hansen nutzte für den Wiederaufbau von 1813 bis 1826 möglichst das nach dem Brand noch erhaltene Mauerwerk und die Fundamente. Auf rechteckigem Grundriss entstand nach römischen Vorbildern ein Langhaus, das von einer großen zentralen Kuppel beherrscht wird. Als Haupteingang dient ein Portikus mit vier ionischen Säulen, Architrav und einem flachen Dreiecksgiebel. Ein umlaufendes Fries gliedert die Außenwände in zwei Ebenen mit hochrechteckigen Fenstern. In der Mitte der Langseiten ist je ein großes halbkreisförmiges Fenster eingelassen. Das Innere gestaltete der Architekt Nicolai Eigtved wie einen römischen Tempel. Über den Arkaden an den Langseiten laufen Galerien mit Balustern, die durch kannelierte Pilaster gegliedert werden, deren korinthische Kapitelle bis an ein vorkragendes umlaufendes Gesims heranreichen. Wie beim römischen Pantheon ist die Kuppel innen kassettiert. Der Eingangsbereich wird von zwei korinthischen Freisäulen beherrscht, die die königliche Loge flankieren. Zwei baugleiche Säulen im Westen begrenzen die halbrunde Altarnische. Die Kirche entging dem Palastbrand von 1884, wurde aber durch einen Brand im Jahr 1992 schwer beschädigt. 1997 erfolgte die Wiedereinweihung. Für den gelungenen Wiederaufbau wurde der Europa-Nostra-Preis verliehen.

### Orgel der Schlosskirche
Die Orgel der Schlosskirche wurde 1829 von den Orgelbauern Marcussen und Reuter erbaut. Das Orgelgehäuse (6,4 m hoch, 6,0 m breit, 3,5 m tief) und der Prospekt wurden von dem Architekten Christian Frederik Hansen entworfen. Das Instrument hat 38 Register (1.959 Pfeifen) auf drei Manualen und Pedal und ist auf der oberen Galerie in dem halbkreisförmigen Bogenfeld über der Königsloge untergebracht. Ein Register ist vakant. Die Spiel- und Registertrakturen sind mechanisch. Das Unterwerk ist schwellbar. Die Windanlage ist in einem Raum hinter der Orgel untergebracht. Sie umfasst acht Bälge, die sowohl mechanisch (Trittbälge) als auch elektrisch bedient werden können. Die Disposition lautet wie folgt:
| I Unterwerk C–f3 |                  |    |
| 1.               | Viola di gamba   | 8′ |
| 2.               | Gedackt          | 8′ |
| 3.               | Fugara           | 4′ |
| 4.               | Flöte            | 4′ |
| 5.               | Waldflöte        | 2′ |
| 6.               | Cornet V D       |    |
| 7.               | Fagot/Clarinette | 8′ |

| II Hauptwerk C–f3 |                |        |
| 8.                | Quintatön      | 16′    |
| 9.                | Principal      | 8′     |
| 10.               | Quintatön      | 8′     |
| 11.               | Quinte         | 5 1⁄3′ |
| 12.               | Octave         | 4′     |
| 13.               | Spitzflöte     | 4′     |
| 14.               | Superoctave    | 2′     |
| 17.               | Sifflöte       | 1′     |
| 15.               | Sesquialtra II | 2 ⁄3′  |
| 16.               | Rauschflöte II | 2′     |
| 18.               | Trompete       | 8′     |
|                   | vakant         |        |

| III Oberwerk C–f3 |             |        |
| 19.               | Bordun      | 16′    |
| 20.               | Principal   | 8′     |
| 21.               | Rohrflöte   | 8′     |
| 22.               | Octave      | 4′     |
| 23.               | Rohrflöte   | 4′     |
| 24.               | Quinte      | 2 ⁄3′  |
| 25.               | Superoctave | 2′     |
| 26.               | Terz        | 1 3⁄5′ |
| 27.               | Dolcian     | 8′     |

| Pedalwerk C–d1 |             |         |
| 28.            | Untersatz   | 32′     |
| 29.            | Principal   | 16′     |
| 30.            | Subbass     | 16′     |
| 31.            | Quinte      | 10 2⁄3′ |
| 32.            | Octave      | 8′      |
| 33.            | Quintatön   | 8′      |
| 34.            | Superoctave | 4′      |
| 35.            | Nachthorn   | 2′      |
| 36.            | Posaune     | 16′     |
| 37.            | Fagott      | 16′     |
| 38.            | Trompete    | 8′      |

- Koppeln: I/II, III/II

## Trivia
Das Schloss Christiansborg wird umgangssprachlich und als Metonymie für die dänische Politik auch Rigsborgen (dt. ‚die Reichsburg‘) oder kurz Borgen (‚die Burg‘) genannt. Dies ist auch der namensgebende Titel der dänischen Politfernsehserie Borgen – Gefährliche Seilschaften.